# Avenida 9 de Julio
L'Avenida 9 de Julio (en français avenue du 9-Juillet) est une avenue de la ville de Buenos Aires, capitale de l'Argentine. Avec ses 140 mètres de largeur, c'est la plus large de la planète. Elle porte ce nom en l'honneur du Jour de l'Indépendance argentine, le 9 juillet 1816. C'est la seule rue ou avenue de la ville qui ne change pas de nom après avoir traversé l’Avenida Rivadavia (parallèle à l’Avenida de Mayo).

## Tracé

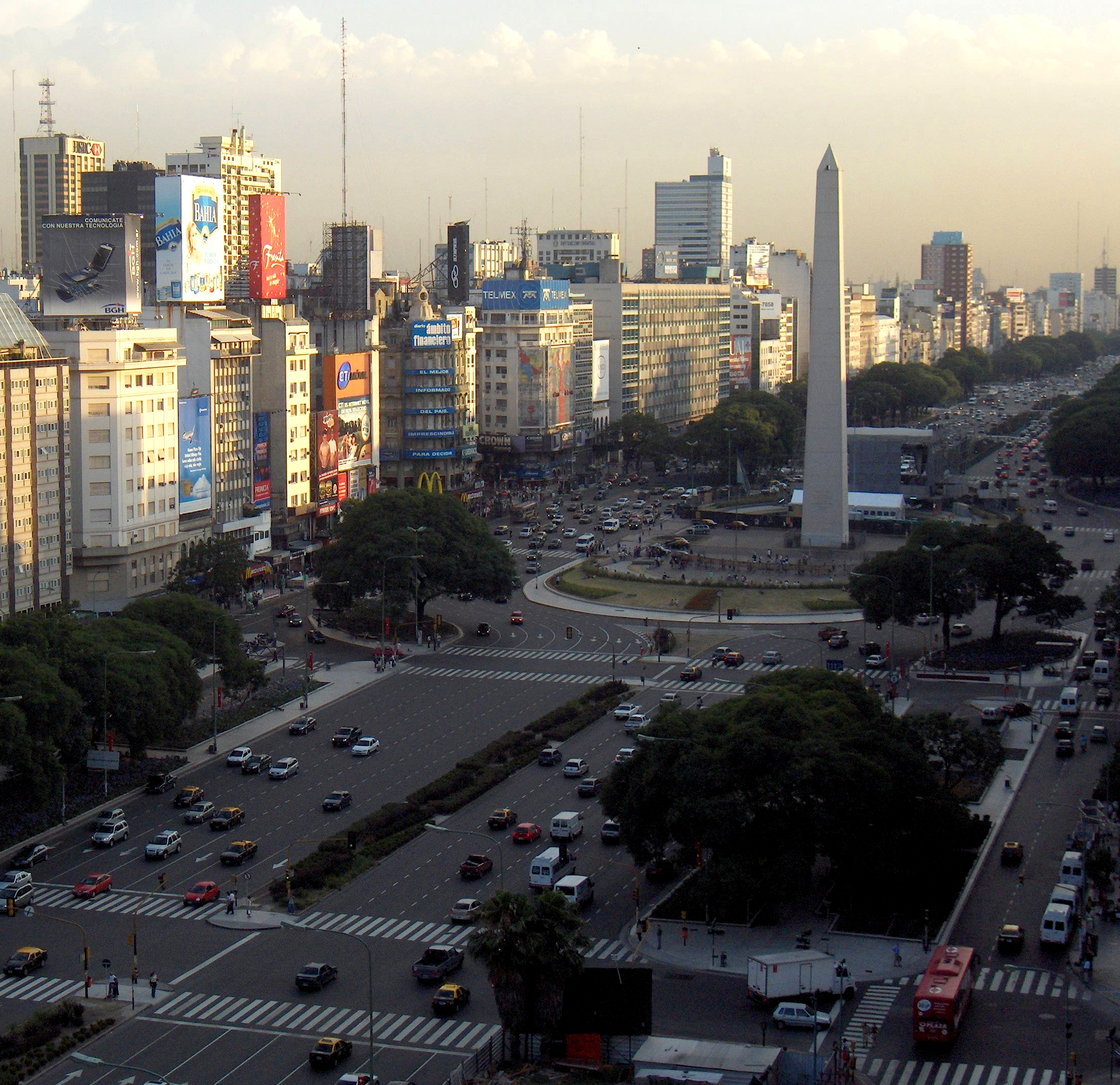
Avenida 9 de Julio

Elle court sur près de quatre kilomètres, depuis l'ambassade de France au nord, jusqu'à la Plaza Constitución au sud, et ce à une distance approximative d'un kilomètre de la côte du Río de la Plata, qui lui est plus ou moins parallèle à l'est. Son extrémité nord constitue le début de l’Autopista Arturo Illia, tandis qu'au sud elle est reliée à l’Autopista 25 de Mayo, qui mène à l'ouest du grand Buenos Aires et à l’Aeropuerto Internacional Ministro Pistarini, ainsi qu'à l’Autopista 9 de Julio, qui est à son tour reliée aux routes nationales n° 1, vers La Plata, et n° 2, vers Mar del Plata et le sud de la province de Buenos Aires.

## Lieux touristiques
Les endroits touristiques principaux le long de l'avenue sont, du nord au sud :
- l'ambassade de France, que le gouvernement français refusa de laisser démolir pour la construction de la 9 de Julio, considérant qu'il s'agissait d'une œuvre maîtresse de l'architecture,
- le Teatro Colón,
- l'extrémité ouest de la rue Lavalle, un des deux piétonniers de la ville,
- l'Obélisque et la Plaza de la República,
- la statue de Don Quijote à l'intersection avec l'Avenida de Mayo,
- l'édifice du Ministère du Développement Social, le seul édifice qui soit au milieu de l'avenue,
- la station Constitución et la Plaza Constitución.

## Extrême largeur
La largeur inhabituelle de l'avenue est due à la structure en damier de la ville. L'avenue occupe une série nord-sud de « carrés » de ce damier (appelés manzanas). La largeur prévue était telle qu'il était inutile de vouloir conserver une partie des carrés où devait passer l'avenue. On décida donc d'abattre la totalité des carrés en question. Or ceux-ci ont une largeur de 110 mètres. À l'est de l'avenue court la rue Carlos Pellegrini (appelée Bernardo de Irigoyen au sud de l' Avenida Rivadavia) et à l'ouest se trouve la rue Cerrito (appelée rue Lima au sud de l' Avenida Rivadavia); ces deux rues ont été incluses automatiquement dans le tracé de l'avenue 9 de julio (elles fonctionnent en pratique comme des bas-côtés de l'avenue) et sont comptabilisées comme partie de celle-ci, ce qui, au total, mène à une largeur de 140 mètres.

## Historique
L'avenue fut planifiée en 1888 sous le nom de Ayohuma, mais les travaux ne débutèrent qu'en 1937. La section principale fut terminée dans les années 1960. Les connexions vers le sud ne furent réalisées qu'en 1980, ce qui exigea des démolitions massives dans les environs de la Plaza Constitución, combinées avec le déménagement forcé de milliers d'habitants.